# Wealthy Babcock
 Wealthy Consuelo Babcock (* 11. November 1895 in Washington County (Kansas), Vereinigte Staaten; † 10. April 1990 in Lawrence (Kansas)) war eine US-amerikanische Mathematikerin und Hochschullehrerin.

## Leben und Werk
Babcock absolvierte 1913 die Washington County High School und unterrichtete zwei Jahre lang an Einraum-Landschulen in Washington County. 1916 begann sie ihr Mathematikstudium an der University of Kansas, wo sie 1919 den Bachelor of Arts erwarb und danach ein Jahr lang an der Neodesha High School im Südosten von Kansas unterrichtete. 1920 kehrte sie als Dozentin an die University of Kansas zurück und setzte ihr Studium fort. 1922 erwarb sie den Master und promovierte 1926 bei Ellis Bagley Stouffer mit dem Nebenfach  Physik. Der Titel ihrer Dissertation lautete: On the Geometry Associated with Certain Determinants with Linear Elements. 1926 wurde sie zur Assistenzprofessorin, 1940 zur Associate Professorin befördert und ging 1966 in den Ruhestand. Während ihrer Lehrtätigkeit betreute sie dreißig Jahre lang die Bibliothek der Mathematikabteilung und daher wurde 1966 in Anerkennung ihrer jahrelangen Tätigkeit für die Bibliothek eine Namensänderung in Wealthy Babcock Mathematics Library vorgenommen. 1973 wurde sie in die Hall of Fame der University of Kansas gewählt. 1977 erhielt sie das Fred Ellsworth-Medaillon, die höchste Auszeichnung der University of Kansas Alumni Association für ihre Verdienste um die Universität. Stipendien, die in ihrem Namen an der University of Kansas vergeben werden, sind das Black-Babcock Scholarship und das Wealthy Babcock Scholarship.

## Mitgliedschaften
- Mathematical Association of America
- American Mathematical Society
- Phi Beta Kappa
- Sigma Xi
- Pi Mu Epsilon

## Veröffentlichungen (Auswahl)
- 1929: On the geometry associated with certain determinants with linear elements. Univ. Kansas Sci. Bull. 19
- 1923: A new method of determining sufficient conditions for real roots of equations. Amer. Math. Monthly 30
- 1927: Some important points in the development of the theory of determinants. Amer. Math. Monthly 34